# Coupe du monde de ski alpin 2020-2021
Navigation
Édition précédente Édition suivante
La Coupe du monde de ski alpin 2020-2021 est la 55e édition de la Coupe du monde de ski alpin, compétition organisée annuellement. En raison de la pandémie de Covid-19 le calendrier n'est définitivement établi qu'en octobre 2020, ne comporte aucune épreuve en Amérique du Nord, et ne compte aucun combiné alpin au programme en dehors de ceux disputés lors des championnats du monde de Cortina d'Ampezzo, lesquels ponctuent la saison au mois de février 2021. Selon les pays, exclusivement européens (seules les femmes devaient aller en Chine fin février pour tester la piste olympique de vitesse de Yanqing, mais cette étape a été annulée), les épreuves se disputent généralement à huis clos, selon des protocoles sanitaires stricts. 
Mi-janvier, un des principaux protagonistes pour le gros globe masculin et tenant du titre Aleksander Aamodt Kilde se blesse au genou à l'entraînement et doit mettre un terme à son hiver de compétition. Dès lors, la lutte pour le trophée se dessine entre les skieurs et skieuses les plus polyvalents. Chez les hommes, elle concerne principalement Alexis Pinturault et Marco Odermatt ; chez les femmes, Petra Vlhová et Lara Gut-Behrami, laquelle gagne pour la troisième fois le petit globe du Super-G à une course de la fin. Marta Bassino remporte pour sa part le classement du slalom géant, après avoir signé quatre victoires dans la discipline cet hiver, tandis que Marco Schwarz s'adjuge le trophée du slalom. Les petits globes de la descente reviennent à Beat Feuz pour la quatrième fois consécutivement, et à Sofia Goggia pour la deuxième fois. L'annulation du Super-G des finales de Lenzerheide offre le petit globe masculin à Vincent Kriechmayr. Par ailleurs, le 24 janvier, Johan Clarey se classe 2e de la descente de Kitzbühel, établissant un record à plus de 40 ans, le plus âgé skieur de l'histoire à monter sur un podium en Coupe du monde. 
En remportant l'avant-dernière course de la saison, le slalom géant disputé dans la station suisse le 20 mars, jour où il fête ses 30 ans, Alexis Pinturault s'assure la victoire au classement général, devenant ainsi le troisième skieur français à remporter le gros globe de cristal, après Jean-Claude Killy en 1967 et 1968, et Luc Alphand en 1997. Il s'adjuge également le petit globe du slalom géant, 19 ans après Frédéric Covili. Chez les femmes, Petra Vlhová qui présente la particularité d'avoir couru les 31 épreuves de la saison féminine, est la première skieuse slovaque à remporter le classement général en prenant la 6e place du dernier slalom de la saison. Mais en tête du classement du slalom avant la course finale, elle est dépassée par la championne du monde Katharina Liensberger qui s'impose et remporte le petit globe. Du côté des classements « Coupe des Nations », les résultats des skieurs et skieuses suisses leur permettent de finir devant, chez les femmes, chez les hommes et au classement général spécifique. 

## Programme de la saison
La saison commence par la traditionnelle étape d'ouverture les 17 et 18 octobre à Sölden et se termine par les finales à Lenzerheide en mars 2021. La coupe du monde se met en pause en février 2021 pour laisser la place aux championnats du monde à Cortina d'Ampezzo.

### Saison des messieurs
39 épreuves sont prévues au départ pour les messieurs cette saison et se composent de
- 9 épreuves de descente
- 7 épreuves de super-G
- 10 épreuves de slalom géant
- 11 épreuves de slalom
- 2 épreuves de parallèle dont 1 par équipe (mixte).

Ces épreuves se déroulent sur 18 sites, tous en Europe
| \| Sölden Zürs Val-d'Isère Val Gardena Alta Badia Madonna Bormio Davos Zagreb Adelboden Wengen Kitzbühel Schladming Chamonix Garmisch Kranjska Gora Lenzerheide \| Sites des compétitions dans les Alpes |
| Sölden Zürs Val-d'Isère Val Gardena Alta Badia Madonna Bormio Davos Zagreb Adelboden Wengen Kitzbühel Schladming Chamonix Garmisch Kranjska Gora Lenzerheide                                             |

| Sölden Zürs Val-d'Isère Val Gardena Alta Badia Madonna Bormio Davos Zagreb Adelboden Wengen Kitzbühel Schladming Chamonix Garmisch Kranjska Gora Lenzerheide |

| \| Levi Kvitfjell Bansko \| Sites des compétitions en Europe (hors des Alpes) |
| Levi Kvitfjell Bansko                                                         |

| Levi Kvitfjell Bansko |

| \| Sölden Zürs Val-d'Isère Val Gardena Alta Badia Madonna Bormio Davos Zagreb Adelboden Wengen Kitzbühel Schladming Chamonix Garmisch Kranjska Gora Lenzerheide \| Sites des compétitions dans les Alpes |
| Sölden Zürs Val-d'Isère Val Gardena Alta Badia Madonna Bormio Davos Zagreb Adelboden Wengen Kitzbühel Schladming Chamonix Garmisch Kranjska Gora Lenzerheide                                             |

| Sölden Zürs Val-d'Isère Val Gardena Alta Badia Madonna Bormio Davos Zagreb Adelboden Wengen Kitzbühel Schladming Chamonix Garmisch Kranjska Gora Lenzerheide |

| \| Levi Kvitfjell Bansko \| Sites des compétitions en Europe (hors des Alpes) |
| Levi Kvitfjell Bansko                                                         |

| Levi Kvitfjell Bansko |

### Saison des dames
35 épreuves sont prévues au départ pour les dames cette saison et se composent de :
- 8 épreuves de descente
- 7 épreuves de super-G
- 9 épreuves de slalom géant
- 9 épreuves de slalom
- 2 épreuves de parallèle dont 1 par équipe (mixte).

Ces épreuves se déroulent sur 17 sites, tous en Europe
| \| Sölden Zürs Saint-Moritz Courchevel Val-d'Isère Semmering Davos Zagreb Altenmarkt Flachau Maribor Crans-Montana Plan de Corones Garmisch Lenzerheide \| Sites des compétitions dans les Alpes |
| Sölden Zürs Saint-Moritz Courchevel Val-d'Isère Semmering Davos Zagreb Altenmarkt Flachau Maribor Crans-Montana Plan de Corones Garmisch Lenzerheide                                             |

| Sölden Zürs Saint-Moritz Courchevel Val-d'Isère Semmering Davos Zagreb Altenmarkt Flachau Maribor Crans-Montana Plan de Corones Garmisch Lenzerheide |

| \| Levi Jasná Åre \| Sites des compétitions en Europe (hors des Alpes) |
| Levi Jasná Åre                                                         |

| Levi Jasná Åre |

| \| Sölden Zürs Saint-Moritz Courchevel Val-d'Isère Semmering Davos Zagreb Altenmarkt Flachau Maribor Crans-Montana Plan de Corones Garmisch Lenzerheide \| Sites des compétitions dans les Alpes |
| Sölden Zürs Saint-Moritz Courchevel Val-d'Isère Semmering Davos Zagreb Altenmarkt Flachau Maribor Crans-Montana Plan de Corones Garmisch Lenzerheide                                             |

| Sölden Zürs Saint-Moritz Courchevel Val-d'Isère Semmering Davos Zagreb Altenmarkt Flachau Maribor Crans-Montana Plan de Corones Garmisch Lenzerheide |

| \| Levi Jasná Åre \| Sites des compétitions en Europe (hors des Alpes) |
| Levi Jasná Åre                                                         |

| Levi Jasná Åre |

### Attribution des points
Le système donne 100 points au vainqueur puis un nombre de points décroissant jusqu'à la 30e place. Il a changé plusieurs fois ; le système actuel date de la saison 1992-1993.
| Place                 | 1   | 2  | 3  | 4  | 5  | 6  | 7  | 8  | 9  | 10 | 11 | 12 | 13 | 14 | 15 | 16 | 17 | 18 | 19 | 20 | 21 | 22 | 23 | 24 | 25 | 26 | 27 | 28 | 29 | 30 |
| --------------------- | --- | -- | -- | -- | -- | -- | -- | -- | -- | -- | -- | -- | -- | -- | -- | -- | -- | -- | -- | -- | -- | -- | -- | -- | -- | -- | -- | -- | -- | -- |
| Système actuel 1993 – | 100 | 80 | 60 | 50 | 45 | 40 | 36 | 32 | 29 | 26 | 24 | 22 | 20 | 18 | 16 | 15 | 14 | 13 | 12 | 11 | 10 | 9  | 8  | 7  | 6  | 5  | 4  | 3  | 2  | 1  |

## Tableau d'honneur
| Discipline        | Homme              | Femme                 |
| ----------------- | ------------------ | --------------------- |
| Général           | Alexis Pinturault  | Petra Vlhová          |
| Descente          | Beat Feuz          | Sofia Goggia          |
| Slalom            | Marco Schwarz      | Katharina Liensberger |
| Géant             | Alexis Pinturault  | Marta Bassino         |
| Super-G           | Vincent Kriechmayr | Lara Gut-Behrami      |
| Parallèle         | Alexis Pinturault  | Petra Vlhová          |
| Coupe des nations | Suisse             | Suisse                |
| Coupe des nations | Suisse             |                       |

## Déroulement de la saison

### Avant les championnats du monde
Le début de la saison, qui se déroule dans le contexte de la pandémie de Covid-19, a lieu comme de tradition sur le glacier de Rettenbach à Sölden, mais les dates des deux slaloms géants sont avancées : le 17 octobre pour les femmes, et le lendemain pour les hommes. Lors de la course féminine, Marta Bassino, skieuse « la plus engagée » dans le mur glacé construit sa victoire en première manche, en devançant Federica Brignone de 58/100e, puis elle remporte son deuxième succès en Coupe du monde avec 14/100e d'avance sur sa compatriote pour un doublé italien, alors que Petra Vlhová, 10e le matin, réalise le meilleur temps de la deuxième manche et termine sur la troisième marche du podium. Du cöté des hommes, Lucas Braathen obtient son premier podium et sa première victoire à 20 ans et 182 jours, ce qui fait de lui le plus jeune vainqueur en Coupe du monde depuis son coéquipier norvégien Henrik Kristoffersen en 2014. Régulier (5e temps de la première manche, 2e sur le deuxième parcours), il s'impose devant les Suisses Marco Odermatt (revenu du 7e rang et qui s'est montré le plus rapide en deuxième manche), et Gino Caviezel qui occupait le sommet de la feuille des temps après le premier acte et qui accroche son premier podium avec 3/100e d'avance sur Alexis Pinturault.
Le 21 novembre à Levi, pour le premier slalom féminin de la saison, Mikaela Shiffrin reprend la compétition après 300 jours d'absence (sa dernière course remontait au Super-G de Bansko le 26 janvier 2020, qu'elle avait gagné, avant d'abandonner le circuit à la suite du décès brutal de son père Jeff le 5 février). Elle s'élance avec le dossard n°1 en première manche, et n'est devancée que par Petra Vlhová, de 15/100e de seconde. Sur le deuxième tracé, la skieuse Slovaque augmente son avance de 3/100e et s'impose pour la quinzième fois de sa carrière. Katharina Liensberger accompagne Vlhová et Shiffrin sur le podium. Le lendemain, pour le deuxième slalom de Levi, Vlhová s'impose à nouveau, devant Michelle Gisin, alors que Katharina Liensberger se classe à nouveau troisième. Mikaela Shiffrin pour sa part, termine à la cinquième place. Petra Vlhová signe sa troisième victoire consécutive le 26 novembre en dominant Paula Moltzan en finale du seul slalom parallèle de la saison, à Zürs, tandis que Lara Gut-Behrami bat Sara Hector dans la « petite finale » pour monter le 51e podium de sa carrière. Le lendemain, Alexis Pinturault s'impose en finale face à Henrik Kristoffersen. Il signe ainsi la trentième victoire de sa carrière et devient le premier skieur alpin à compter des victoires dans six disciplines différentes (slalom, géant, super-G, combiné alpin, City event et parallèle).
Alors que les épreuves féminines de Saint-Moritz sont annulées, les hommes disputent deux slaloms géants les 5 et 7 décembre à Santa Caterina di Valfurva où Marco Odermatt se met en valeur : troisième de la première course remportée par Filip Zubčić, puis vainqueur de la deuxième devant Tommy Ford. Le skieur Suisse prend la tête du classement général de la Coupe du monde à égalité de points avec Alexis Pinturault, deux fois cinquième à l'arrivée de ces courses. Dans les alpes françaises sous les chutes de neige, le 12 décembre, Mauro Caviezel, après 10 podiums dans trois disciplines, et même un petit globe de cristal remporté la saison dernière en Super-G, s'impose dans cette spécialité sur la piste Oreiller-Killy de Val-d'Isère et signe sa première victoire en Coupe du monde. Alexis Pinturault prend la septième place et la tête du classement général. Le lendemain, Martin Čater gagne la première descente masculine de la saison et son premier succès en Coupe du monde. À Courchevel, Marta Bassino remporte son deuxième slalom géant cette saison, Petra Vlhová termine troisième et poursuit sa série : depuis la première course à Sölden, elle n'est pas encore descendue du podium. Mais lors du deuxième géant disputé sous le soleil le lundi 14 décembre, elle sort du tracé en première manche. Et c'est Mikaela Shiffrin qui l'emporte, pour le 67e succès de sa carrière, mais le premier depuis le Super-G de Bansko le 26 janvier 2020. Elle avait ensuite manqué tout le reste de la saison 2019-2020 après le décès brutal de son père Jeff ; submergée par l'émotion, elle fond en larmes après sa victoire à Courchevel.
Le circuit féminin se retrouve à Val d'Isère pour disputer trois épreuves de vitesse sur la piste Oreiller-Killy : la première descente de la saison est remportée par Corinne Suter devant Sofia Goggia ; la deuxième est gagnée par Goggia devant Suter, le premier succès de la championne olympique en titre de la discipline depuis le Super-G de Saint-Moritz un an plus tôt. Les podiums ne changent pas puisque Breezy Johnson termine les deux fois troisième . Enfin, le 20 décembre, Ester Ledecka renouvelle l'exploit de gagner dans la même saison en Coupe du monde de snowboard et de ski alpin, remportant son deuxième succès dans cet exercice (après la descente de Lake Louise la saison précédente) en triomphant dans le Super-G avec comme lors de son titre aux Jeux de 2018 dans la discipline, un écart infime : 3/100e d'avance sur Corinne Suter. Sur la Sasslong de Val Gardena, le tenant du gros globe de cristal Aleksander Aamodt Kilde réalise le doublé Super-G/Descente les 18 et 19 décembre et prend les commandes du classement général. Toutefois, le lendemain à Alta Badia, Alexis Pinturault s'impose pour la première fois sur la Gran Risa, son 15e succès en slalom géant et le 31e de sa carrière, pour retrouver la première place de la Coupe du monde. Derrière lui, à 7/100e de seconde au terme des deux manches, le jeune norvégien Atle Lie McGrath obtient son premier podium ; il en va de même pour Justin Murisier qui se classe troisième.
Le 21 décembre sur la même piste, se dispute le premier slalom masculin de la saison, et c'est Ramon Zenhäusern qui l'emporte après avoir terminé 8e de la première manche. 24h plus tard, l'action se déplace sous les projecteurs pour le slalom nocturne de Madonna di Campiglio, où Henrik Kristoffersen remporte sa première course de la saison en remontant de la 12e place en première manche. C'est la troisième fois dans sa carrière qu'il l'emporte sur la piste Canalone Miramonti. il devance son compatriote Sebastian Foss Solevåg et Alex Vinatzer, alors que Clément Noël se classe 5e et que Jean-Baptiste Grange gagne dix-neuf places après avoir fini 25e de la première manche pour terminer 6e ex-aequo avec Linus Strasser et Alexis Pinturault qui augmente son avance en tête du classement général de la Coupe du monde.
Le 29 décembre est la journée des premières victoires en Coupe du monde de Michelle Gisin en slalom à Semmering et de Ryan Cochran-Siegle en Super-G à Bormio. Ces deux succès revêtent des aspects historiques pour le ski alpin : l'Américain, fils de la championne olympique de slalom 1972 Barbara Cochran, remporte le premier succès pour son pays dans la discipline depuis Bode Miller en 2006. Pour sa part, Michelle Gisin met fin à une série de 28 slaloms remportés consécutivement depuis 2017 soit par Mikaela Shiffrin, soit par Petra Vlhova et devient la première skieuse suisse à gagner un slalom depuis Marlies Öster en 2002. La dernière épreuve de l'année 2020 est la descente de Bormio disputée le 30 décembre et remportée par Matthias Mayer qui ajoute une victoire sur la Stelvio à sa collection, le premier podium cette saison du double champion olympique, la 10e victoire de sa carrière et sa 6e en descente. Sixième de cette épreuve, Aleksander Aamodt Kilde reprend la tête du classement général de la Coupe du monde avec trois points d'avance sur Alexis Pinturault.
La première course de l'année 2021 est le slalom féminin de Zagreb, le 3 janvier : Petra Vlhova s'impose pour la troisième fois en quatre courses dans la discipline cette saison, étant donc sacrée « Snow Queen » dans la station croate pour la deuxième année consécutive. Elle augmente ainsi son avance en tête des classements général et du slalom. Katharina Liensberger ne descend pas du podium : c'est son quatrième, et Michelle Gisin confirme son bel hiver en se classant troisième, devant Mikaela Shiffin qui visait le 100e podium de sa carrière. Les hommes enchaînent à Zagreb le 6 janvier : Linus Straßer remporte le premier slalom de Coupe du monde de sa carrière après avoir réalisé le 8e temps de la première manche. Il s'impose de 10/100e devant Manuel Feller qui prend le maillot rouge de leader du classement de la discipline. En tête après l'acte initial, Clément Noël se rate sur le deuxième tracé dont il réalise le 27e temps et se classe finalement 7e, tandis qu'Alexis Pinturault, malgré sa 18e place, reprend les commandes du classement général pour 10 points devant Kilde.
Les 8 et 9 janvier, Alexis Pinturault survole les deux slaloms géants disputés à Adelboden sur la piste Chuenisbärgli en remportant trois des quatre manches pour s'imposer à chaque fois avec plus d'une seconde d'avance sur Filip Zubčić, avec Marco Odermatt troisième de la première course, et Loïc Meillard à la même place le lendemain. Le skieur français totalise désormais 17 victoires dans la discipline, 33 en carrière, prend 115 points d'avance sur Aleksander Aamodt Kilde au classement général, et s'installe en tête de celui du slalom géant. Ces deux courses sont marquées, le premier jour par les deux blessures aux genoux des jeunes skieurs norvégiens nés en 2000, Atle Lie McGrath et Lucas Braathen, et le lendemain par la lourde chute en vue de l'arrivée de Tommy Ford. Le même jour, Sofia Goggia s'impose dans la descente de Sankt Anton, son deuxième succès dans la discipline cette saison qui conforte son maillot rouge de leader de la discipline. Dans les mêmes stations, le 10 janvier, Marco Schwarz remporte sa première victoire en slalom, et Lara Gut-Behrami sa 13e en Super-G.
Le 12 janvier à Flachau, après avoir terminé en tête de la première manche, Mikaela Shiffrin gagne son premier slalom depuis celui de Lienz en décembre 2019. Elle devance Katharina Liensberger qui obtient son cinquième podium en cinq courses disputées cette saison, et Wendy Holdener. La skieuse américaine porte à 44 victoires son record tous sexes confondus dans la discipline, obtient le 68e succès de sa carrière et atteint les 100 podiums à l'âge de 25 ans. Dans la même station le 16 janvier, et dans la même discipline, Manuel Feller signe la première victoire de sa carrière en devançant Clément Noël qui monte sur son premier podium de la saison.
Aleksander Aamodt Kilde se blesse au genou à l'entraînement le 15 janvier et doit mettre un terme à sa saison, tandis qu'à Kranjska Gora, Marta Bassino remporte deux slaloms géants en deux jours (le 16 et 17 janvier). L'Italienne a donc remporté quatre victoires sur cinq courses dans la discipline cet hiver, et elle s'envole au classement de la spécialité. Le deuxième slalom masculin disputé Flachau le dimanche est remporté par Sebastian Foss Solevåg qui signe là sa première victoire en Coupe du monde, comme Manuel Feller la veille. Alexis Pinturault se classe troisième de cette course, son premier podium en slalom cette saison, et son avance sur Marco Odermatt au classement général (Kilde, deuxième étant désormais hors course), se monte désormais à 277 points, alors que Michelle Gisin, deux fois sur le podium à Kranjska Gora, se rapproche à 60 points de Petra Vlhova au général féminin.
Le 22 janvier, sur la Streif de Kitzbühel où des vitesses étonnantes sont atteintes (au delà des 145 km/h dans le mur d'arrivée, où Urs Kryenbühl chute lourdement), Beat Feuz s'impose pour la première fois, après avoir terminé quatre fois à la deuxième place de cette prestigieuse descente. Il devance Matthias Mayer, « tenant du titre » et Dominik Paris qui s'était imposé là en 2019. Au même moment à Crans Montana, Sofia Goggia gagne sa troisième descente consécutive cet hiver, terminant 20/100e de seconde devant Ester Ledecka, alors que Breezy Johnson monte sur son quatrième podium de l'hiver. Beat Feuz s'impose une deuxième fois sur la Streif 48 heures plus tard. Cette fois, il bat de 17/100e Johan Clarey qui devient après avoir fêté ses 40 ans le plus vieux skieur à monter sur un podium de Coupe du monde, alors que Feuz est le premier descendeur à signer un doublé sur la piste autrichienne depuis Luc Alphand en 1995. A Crans Montana, Sofia Goggia fait aussi un doublé en descente, une quatrième victoire consécutive dans la discipline, exploit qu'avait réalisé Lindsey Vonn en 2017-2018. La troisième course dans la station suisse, le Super-G disputé le 24 janvier est gagnée par Lara Gut-Behrami. Enfin, toujours à Kitzbühel le 25 janvier, Vincent Kriechmayr signe dans le Super-G sa première victoire de la saison devant Marco Odermatt, alors que Matthias Mayer monte sur son troisième podium en trois courses.
Sur la piste de slalom géant Erta de Plan de Corones/Kronplatz le 26 janvier, Tessa Worley remporte sa première victoire en plus de deux ans, après avoir pris la 5e place de la première manche. Elle devance Lara Gut-Behrami et Marta Bassino, mettant ainsi fin à la domination de cette dernière sur la discipline depuis le début de l'hiver, et accrochant une 14e victoire à son palmarès. S'approchant de la caméra dans l'aire d'arrivée, elle dit « Bravo Chéri !», car son compagnon Julien Lizeroux prend à 41 ans son 173e et dernier départ en Coupe du monde le soir même dans le slalom de Schladming. Cette course nocturne est gagnée par Marco Schwarz pour sa 2e victoire dans la discipline cet hiver, accompagné sur le podium par les deux français, Clément Noël et Alexis Pinturault dont la solide avance en tête du classement général sur Marco Odermatt est de 253 points.
Le 30 janvier, sur la « Verte » des Houches, où se dispute le premier des deux slaloms en 24 heures de Chamonix, Clément Noël remporte la septième victoire de sa carrière dans la discipline, mais la première en 357 jours... son dernier succès en date avait été obtenu sur la même piste le 8 février 2020. Troisième après la première manche dans un mouchoir de poche avec Marco Schwarz et Ramon Zenhäusern, il parvient à les devancer sur le deuxième tracé dans des conditions difficiles (neige, pluie, terrain instable). Le lendemain, c'est Henrik Kristoffersen qui l'emporte, Ramon Zenhaüsern est encore sur le podium, et son compatriote Sandro Simonet obtient le meilleur résultat de sa carrière en se classant troisième, après avoir terminé 30e sur le premier tracé et réalisé le meilleur temps de la deuxième manche, alors que Clément Noël part à la faute et ne se qualifie pas pour le deuxième acte. Deux fois huitième de ces deux slaloms disputés en 24h, Alexis Pinturault engrange 64 points, quand son principal rival polyvalent Marco Odermatt n'en marque aucun puisqu'il ne dispute pas le slalom. Du coup, c'est Marco Schwarz, excellent dans cette discipline tout au long de l'hiver, qui prend la place de dauphin provisoire au général, à désormais 258 points du skieur français. Odermatt navigue pour sa part à 317 points. À ce stade de la saison, avant les championnats du monde de Cortina, le skieur français est selon l'Équipe, « sur la voie royale dans la course au gros globe ». 
De son côté, Lara Gut-Behrami remporte à Garmisch son troisième Super-G cette saison. Comptant également des podiums en descente et en slalom géant, la skieuse suisse revient dans la course au gros globe, qu'elle avait gagné en 2016. Le lendemain, le deuxième Super-G est reporté de 24 h en raison du brouillard épais régnant sur la station allemande. En redescendant de la zone de départ, Sofia Goggia est victime d'une chute. Les examens révèlent une fracture du plateau tibial du genou droit. La meilleure descendeuse de l'hiver voit ainsi sa saison s'achever brutalement. Le 1er février, lors du deuxième Super-G de Garmisch, Lara Gut-Behrami continue sur sa lancée avec une quatrième victoire consécutive dans la discipline cet hiver. La leader du classement général Petra Vlhova obtient pour sa part le meilleur résultat de sa carrière dans une épreuve de vitesse en prenant la deuxième place à 28/100e de la suissesse.
À Garmisch le 5 février, Dominik Paris remporte en descente sa première victoire de la saison, qui est également son 15e succès dans la discipline, égalant le total de Hermann Maier. Le podium est celui des « rois de la descente », puisqu'il devance Beat Feuz et Matthias Mayer : ces skieurs sont les trois premiers du classement de descente, mais dans un ordre différent. Le lendemain, le leader du classement du Super-G Vincent Kriechmayr remporte sa deuxième victoire dans la spécialité cette saison devant son compatriote Matthias Mayer à nouveau sur le podium dans la station allemande, alors que Marco Odermatt se classe troisième. Nils Allègre, 4e, obtient pour sa part le meilleur résultat de sa carrière. Alors qu'Alexis Pinturault, largement en tête du classement général, est absent pour ces deux épreuves de vitesse, Odermatt qui s'était classé 8e de la descente la veille, lui reprend 92 points et revient à la deuxième place, cette fois à 225 points.

### Les gros globes pour Pinturault et Vlhová
Les 26 et 27 février, sur la lancée de ses deux victoires en Super-G à Garmisch, puis de ses championnats du monde où elle a remporté deux titres et une médaille de bronze, Lara Gut-Behrami réalise le doublé en descente à Val di Fassa ses dixième et onzième victoires dans la spécialité, mais ses premières dans la discipline cet hiver. Le premier jour, elle devance pour 2 centièmes de seconde d'avance Ramona Siebenhofer, le deuxième jour, elle s'impose devant sa compatriote Corinne Suter, à 32/100e. Ces succès alors que Petra Vlhova se classe 9e et 12e lui permettent de la déloger de la première place du classement général de la Coupe du monde, avec une avance de 107 points. La troisième épreuve disputée à Val di Fassa est un Super-G, où la tenante du gros globe de cristal Federica Brignone, en difficulté cette saison, remporte sa première victoire de l'hiver. Lara Gut-Behrami est encore placée, deuxième à une demi-seconde, et creuse une peu plus l'écart sur Petra Vlhová (32e de cette épreuve et hors des points) dans la course à la victoire au classement général. Par ailleurs, la skieuse suisse se met hors de portée au classement de la discipline, à une course de la fin. Elle remporte donc son troisième petit globe du Super-G après ceux gagnés en 2014 et 2016. Ce Super-G est marqué par les graves chutes de Kajsa Vickhoff Lie puis de Rosina Schneeberger qui souffrent toutes deux de fractures aux jambes. 
Du côté des hommes, à Bansko le 27 février, Mathieu Faivre, une semaine après son titre mondial, domine la première manche du septième slalom géant de l'hiver. Filip Zubčić est à 11/100e et Alexis Pinturault à 23/100e, alors que Stefan Brennsteiner se place en cinquième position à 80/100e avec son dossard N°24. Le premier podium de sa carrière est au bout, car il prend les commandes de l'épreuve sur le deuxième tracé avant le passage des trois premiers. Pinturault perd un bâton en tapant une porte de la main après moins de 20 secondes de course, et dévale tout le reste de la piste dans ces conditions. Zubčić maîtrise le tracé et s'impose. Faivre, qui « referme le portillon », en termine à 40/100e du skieur croate et prend la deuxième place. Alexis Pinturault se classe quatrième... devant Marco Odermatt : il augmente donc de quelques points son avance sur le Suisse en tête du classement général. Troisième, Brennsteiner offre à l'Autriche son premier podium en Géant depuis deux ans et la retraite de Marcel Hirscher. Le lendemain, Mathieu Faivre remporte le deuxième géant disputé sur la piste Bulgare. Il construit la deuxième victoire de sa carrière en Coupe du monde, 1547 jours après la première en 2016 à Val d'Isère, en dominant à nouveau la première manche, pour terminer en bas du deuxième tracé avec 75/100e d'avance sur Marco Odermatt et 81/100e sur Alexis Pinturault. Du coup, Odermatt reprend 20 points au skieur de Courchevel au classement général pour revenir à 210 points.
Le 5 mars, la première des deux descentes hommes programmées à Saalbach est lancée dans des conditions difficiles : brouillard, neige en haut, pluie en bas, vent. 9 coureurs s'élancent, Dominik Paris signe le meilleur temps, puis ces conditions empirent encore. La course est interrompue après le passage du dossard n°9, Johan Clarey qui concède près de deux secondes sur la ligne d'arrivée. Après plus d'une heure d'attente, la météo ne s'améliorant pas, la course est définitivement annulée. Compte tenu du calendrier de fin de saison, elle ne sera pas reprogrammée. Le lendemain, sous un beau soleil, les hommes forts de la descente se partagent le podium : la champion du monde Vincent Kriechmayr s'impose devant Beat Feuz et Matthias Mayer. Du coup, Feuz creuse un peu plus l'écart sur son dauphin Mayer au classement de la discipline et se rapproche d'un quatrième petit globe de cristal de la discipline. Quant à Marco Odermatt, il se classe 5e avec son dossard n°18, et reprend 45 points à Alexis Pinturault dont l'avance au classement général est désormais de 165 points.
Le même samedi 6 mars, sur la piste de slalom slovaque de Jasná, Mikaela Shiffrin s'impose pour la deuxième fois cet hiver dans la discipline, et porte son record à 45 victoires en slalom, atteignant un total de 69 succès en carrière. 2e temps de la première manche à 27/100e de Petra Vlhova qui évolue à domicile, la skieuse américaine se montre dominatrice sur le deuxième tracé et l'emporte avec 34/100e d'avance sur sa rivale slovaque. Vlhova marque 80 points et reprend du terrain à Lara Gut-Behrami dans la course au gros globe de cristal.
Le lendemain, Marco Odermatt et Petra Vlhova font un « rapproché » aux classements généraux. En effet, le Suisse signe sa deuxième victoire de la saison en remportant le Super-G de Saalbach-Hinterglemm devant Matthieu Bailet à 62/100e, qui pour sa part obtient le premier podium de sa carrière en Coupe du monde, alors que Vincent Kriechmayr conforte sa première place au classement de la discipline en prenant la troisième place. Alexis Pinturault terminant 15e de cette course à 2 s. 10 de son principal rival pour la course du gros globe, il n'a plus que 81 points d'avance sur lui. De la même façon, Petra Vlhova s'impose à domicile dans le slalom géant de Jasná, alors que Lara Gut-Behrami ne fait pas mieux que 9e. La skieuse slovaque revient donc à 36 points de la double championne du monde 2021. Sur le podium, se trouvent Alice Robinson, premier top 3 de la saison pour la skieuse néo-zélandaise, et Mikaela Shiffrin dont c'est le 102e podium. 4e à Jasná, Marta Bassino s'adjuge le petit globe de la discipline à une course de la fin.
Le 12 mars, Petra Vlhova entre dans le cercle des 23 femmes ayant signé au moins 20 victoires en Coupe du monde depuis les débuts. Elle s'impose dans le slalom d'Åre, sa sixième victoire de la saison et sa quatrième dans la discipline. Elle est accompagnée sur le podium par Katharina Liensberger et Mikaela Shiffrin. Surtout, la skieuse slovaque reprend les commandes du classement général avec ce deuxième succès consécutif, une semaine après le géant de Jasna, et s'approche du petit globe du slalom qu'elle détient depuis la saison précédente. Chez les hommes sur la Podkoren de Kranjska Gora, Marco Odermatt fait une excellente opération au classement général et à celui slalom géant en remportant sa deuxième victoire consécutive six jours après le Super-G de Saalbach. Il repousse loin la concurrence en deuxième manche (meilleur temps) et s'impose devant son compatriote Loïc Meillard. Alexis Pinturault se classe quatrième, perd le dossard rouge de leader de la discipline au profit d'Odermatt et voit ce dernier revenir à 31 points au général, à cinq courses de la fin de saison. Le même jour, pour le deuxième slalom disputé à Åre, Katharina Liensberger remporte enfin sa première victoire en Coupe du monde à son 75e départ. Deuxième derrière Mikaela Shiffrin (qui fête ce 13 mars ses 26 ans) après la première manche, elle domine le deuxième tracé et la bat de 72/100e (le 60e podium de la skieuse américaine dans la discipline) et Wendy Holdener se classe troisième. Quant à Petra Vlhova, elle connait une mésaventure après quelques portes en première manche, réussissant à se rétablir pour finir 27e. elle réalise le meilleur temps dans la deuxième manche (juste devant Liensberger) et remonte à la 9e place pour augmenter l'écart au général face à Lara Gut-Behrami.
À Kranjska Gora, au lendemain du géant, le camp français a des raisons de se réjouir et de se désoler : en effet, Clément Noël, meilleur temps de la première manche, remporte sous la neige son deuxième slalom cette saison, et le huitième de sa carrière. Il devance de 62/100e son coéquipier Victor Muffat-Jeandet qui obtient son premier podium dans la discipline, pour un doublé (le premier pour la France en slalom depuis 2009) devant Ramon Zenhäusern. Mais Alexis Pinturault, quatrième de la première manche, enfourche après quelques portes sur le deuxième tracé et perd une importante occasion d'augmenter l'écart sur Marco Odermatt (qui ne dispute pas le slalom) avant les finales de Lenzerheide. Le suspense reste donc entier avec toujours 31 points de marge pour le skieur de Courchevel. Joie aussi pour le camp autrichien, puisqu'avec une septième place, Marco Schwarz s'assure définitivement le petit globe de la discipline.
Les finales de Lenzerheide commencent le 17 mars par l'annulation des deux descentes en raison d'une météo très défavorable qui fait qu'aucun entraînement n'a pu être disputé. En conséquence, Beat Feuz et Sofia Goggia (quatre victoires consécutives avant de se blesser le 31 janvier, et qui n'a pas couru depuis lors) remportent les petits globes de la discipline. Pour le spécialiste de la vitesse suisse, c'est le quatrième consécutif. Pour la skieuse de Bergame, c'est le deuxième après 2018. Le lendemain, sous la neige et le brouillard qui recouvrent la piste Silvano Beltrametti, les deux Super-G sont à leur tour annulés. Les conséquences pour le général féminin sont importantes, puisque Petra Vlhova va aborder le géant et le slalom restant avec 96 points d'avance sur Lara Gut-Behrami, laquelle ne dispute traditionnellement pas le slalom. La skieuse slovaque n'a plus que 5 points à marquer pour gagner le gros globe. Du côté des hommes, alors que Marco Odermatt avait l'occasion de marquer des gros points dans les deux épreuves de vitesse, l'affrontement pour le gros globe avec Alexis Pinturault va aussi se conclure sur les deux courses techniques au programme. L'annulation du Super-G permet également à Vincent Kriechmayr de s'attribuer le petit globe de la discipline puisqu'il menait le classement devant Marco Odermatt et Matthias Mayer : le podium est donc figé.
Comme aux Mondiaux 2021 à Cortina d'Ampezzo, la Norvège remporte le seul Team Event de la saison en Coupe du monde, à Lenzerheide le 19 mars. L'équipe est composée de Kristina Riis-Johannessen, Leif Kristian Nestvold-Haugen, Kristin Lysdahl et Sebastian Foss Solevåg qui bat l'Allemagne en finale 2-2, s'imposant donc au temps. Les Norvégiens ont passé tous les tours de la même façon 2-2 à chaque fois, et victoire au chrono. L'Autriche termine troisième.
Le dénouement pour le classement général hommes et le petit globe du slalom géant a lieu le 20 mars à Lenzerheide. Alexis Pinturault l'emporte, (sa 5e victoire de la saison, sa 18e dans la discipline, et la 34e de sa carrière) devant Filip Zubčić à 20/100e et son coéquipier Mathieu Faivre à 21/100e. Marco Odermatt se classant 11e, le skieur de Courchevel fait coup double le jour de ses 30 ans : il s'assure la victoire au classement général, et s'adjuge au passage le trophée de la discipline.
Le même jour, inarrêtable depuis son titre mondial en slalom à Cortina d'Ampezzo, Katharina Liensberger remporte dans la discipline sa deuxième victoire consécutive en Coupe du monde, et son huitième podium lui permet de dépasser Petra Vlhová à la dernière course, pour remporter le petit globe. Elle gagne  les deux manches et s'impose devant Mikaela Shiffrin à 1 s 24, et Michelle Gisin à 1 s 95.  Toutefois, la skieuse slovaque, en marquant les 40 points de sa 6e place s'adjuge le gros globe de cristal féminin. Elle est la première skieuse de son pays, tous sexes confondus, à réaliser pareil exploit. Elle présente également la particularité d'avoir disputé toutes les courses de la saison. 
L'exercice 2020-2021 s'achève le dimanche 21 mars, avec un géant femmes et un slalom hommes. Meilleur temps de la première manche, Mikaela Shiffrin est devancée sur le deuxième tracé par Alice Robinson qui gagne à 19 ans sa deuxième victoire en Coupe du monde. Dans le slalom, Manuel Feller s'impose devant Clément Noël et Alexis Pinturault. Ce résultat permet à Noël de finir deuxième du classement slalom pour la troisième saison consécutive. Pour Pinturault, il s'agit d'un 71e podium, pour un record national de points, 1260 accumulés dans quatre disciplines cet hiver, et une avance finale de 167 points sur Marco Odermatt au classement général.

## Classement général
| Rang | Nom                     | Points | Victoire(s) | Podium(s) |
| ---- | ----------------------- | ------ | ----------- | --------- |
| 1    | Alexis Pinturault       | 1260   | 5           | 9         |
| 2    | Marco Odermatt          | 1093   | 3           | 9         |
| 3    | Marco Schwarz           | 814    | 2           | 7         |
| 4    | Loïc Meillard           | 805    | -           | 2         |
| 5    | Filip Zubčić            | 764    | 2           | 6         |
| 6    | Henrik Kristoffersen    | 722    | 2           | 3         |
| 7    | Matthias Mayer          | 700    | 1           | 7         |
| 8    | Vincent Kriechmayr      | 675    | 3           | 6         |
| 9    | Beat Feuz               | 607    | 2           | 5         |
| 10   | Manuel Feller           | 595    | 2           | 4         |
| 11   | Aleksander Aamodt Kilde | 560    | 2           | 2         |
| 12   | Clément Noël            | 554    | 2           | 5         |
| 13   | Ramon Zenhäusern        | 503    | 1           | 4         |
| 14   | Sebastian Foss Solevåg  | 431    | 1           | 2         |
| 15   | Dominik Paris           | 426    | 1           | 2         |
| 16   | Mathieu Faivre          | 404    | 1           | 3         |
| 17   | Victor Muffat-Jeandet   | 372    | -           | 1         |
| 18   | Linus Strasser          | 349    | 1           | 2         |
| 19   | Johan Clarey            | 335    | -           | 1         |
| 20   | Andreas Sander          | 330    | -           | -         |

| Rang | Nom                   | Points | Victoire(s) | Podium(s) |
| ---- | --------------------- | ------ | ----------- | --------- |
| 1    | Petra Vlhová          | 1416   | 6           | 10        |
| 2    | Lara Gut-Behrami      | 1256   | 6           | 10        |
| 3    | Michelle Gisin        | 1130   | 1           | 6         |
| 4    | Mikaela Shiffrin      | 1075   | 3           | 10        |
| 5    | Katharina Liensberger | 903    | 2           | 8         |
| 6    | Marta Bassino         | 876    | 4           | 6         |
| 7    | Federica Brignone     | 867    | 1           | 5         |
| 8    | Corinne Suter         | 753    | 1           | 7         |
| 9    | Sofia Goggia          | 740    | 4           | 5         |
| 10   | Wendy Holdener        | 535    | -           | 3         |
| 11   | Tamara Tippler        | 483    | -           | 3         |
| 12   | Tessa Worley          | 479    | 1           | 3         |
| 13   | Ester Ledecká         | 453    | 1           | 2         |
| 14   | Elena Curtoni         | 432    | -           | 1         |
| 15   | Ramona Siebenhofer    | 378    | -           | 1         |
| 16   | Sara Hector           | 371    | -           | 1         |
| 17   | Breezy Johnson        | 367    | -           | 4         |
| 18   | Kajsa Vickhoff Lie    | 361    | -           | 1         |
| 19   | Alice Robinson        | 326    | 1           | 2         |
| 20   | Kira Weidle           | 316    | -           | 1         |

## Classements de chaque discipline

### Descente
| Rang | Nom                 | Points | Victoire(s) | Podium(s) |
| ---- | ------------------- | ------ | ----------- | --------- |
| 1    | Beat Feuz           | 486    | 2           | 5         |
| 2    | Matthias Mayer      | 418    | 1           | 5         |
| 3    | Dominik Paris       | 338    | 1           | 2         |
| 4    | Johan Clarey        | 272    | -           | 1         |
| 5    | Vincent Kriechmayr  | 267    | 1           | 2         |
| 6    | Romed Baumann       | 196    | -           | -         |
| 7    | Otmar Striedinger   | 191    | -           | 1         |
| 8    | Aleksander A. Kilde | 190    | 1           | 1         |
| 9    | Max Franz           | 186    | -           | -         |
| 10   | Andreas Sander      | 161    | -           | -         |

| Rang | Nom                | Points | Victoire(s) | Podium(s) |
| ---- | ------------------ | ------ | ----------- | --------- |
| 1    | Sofia Goggia       | 480    | 4           | 5         |
| 2    | Corinne Suter      | 410    | 1           | 4         |
| 3    | Lara Gut-Behrami   | 383    | 2           | 3         |
| 4    | Breezy Johnson     | 330    | -           | 4         |
| 5    | Kira Weidle        | 265    | -           | 1         |
| 6    | Laura Pirovano     | 220    | -           | -         |
| 7    | Tamara Tippler     | 211    | -           | 1         |
| 8    | Ester Ledecká      | 206    | -           | 1         |
| -    | Elena Curtoni      | 206    | -           | 1         |
| 10   | Ramona Siebenhofer | 194    | -           | 1         |

### Super-G
| Rang | Nom                      | Points | Victoire(s) | Podium(s) |
| ---- | ------------------------ | ------ | ----------- | --------- |
| 1    | Vincent Kriechmayr       | 401    | 2           | 4         |
| 2    | Marco Odermatt           | 318    | 1           | 3         |
| 3    | Matthias Mayer           | 276    | -           | 2         |
| 4    | Mauro Caviezel           | 225    | 1           | 2         |
| 5    | Aleksander Aamodt Kilde  | 172    | 1           | 1         |
| 6    | Andreas Sander           | 169    | -           | -         |
| 7    | Kjetil Jansrud           | 160    | -           | 1         |
| 8    | Christian Walder         | 145    | -           | -         |
| 9    | Adrian Smiseth Sejersted | 140    | -           | 2         |
| 10   | Ryan Cochran-Siegle      | 132    | 1           | 1         |
| -    | Christof Innerhofer      | 132    | -           | -         |

| Rang | Nom                 | Points | Victoire(s) | Podium(s) |
| ---- | ------------------- | ------ | ----------- | --------- |
| 1    | Lara Gut-Behrami    | 525    | 4           | 5         |
| 2    | Federica Brignone   | 323    | 1           | 3         |
| 3    | Corinne Suter       | 310    | -           | 3         |
| 4    | Tamara Tippler      | 272    | -           | 2         |
| 5    | Ester Ledecká       | 236    | 1           | 1         |
| 6    | Marta Bassino       | 228    | -           | 1         |
| 7    | Kajsa Vickhoff Lie  | 182    | -           | 1         |
| 8    | Petra Vlhová        | 158    | -           | 1         |
| 9    | Francesca Marsaglia | 146    | -           | -         |
| 10   | Elena Curtoni       | 136    | -           | 1         |

### Géant
| Rang | Nom                  | Points | Victoire(s) | Podium(s) |
| ---- | -------------------- | ------ | ----------- | --------- |
| 1    | Alexis Pinturault    | 700    | 4           | 5         |
| 2    | Marco Odermatt       | 649    | 2           | 6         |
| 3    | Filip Zubčić         | 606    | 2           | 6         |
| 4    | Loïc Meillard        | 393    | -           | 2         |
| 5    | Mathieu Faivre       | 378    | 1           | 3         |
| 6    | Stefan Brennsteiner  | 266    | -           | 2         |
| 7    | Žan Kranjec          | 250    | -           | 1         |
| 8    | Henrik Kristoffersen | 236    | -           | -         |
| 9    | Thibaut Favrot       | 232    | -           | -         |
| 10   | Justin Murisier      | 229    | -           | 1         |

| Rang | Nom                   | Points | Victoire(s) | Podium(s) |
| ---- | --------------------- | ------ | ----------- | --------- |
| 1    | Marta Bassino         | 546    | 4           | 5         |
| 2    | Mikaela Shiffrin      | 420    | 1           | 3         |
| 3    | Tessa Worley          | 391    | 1           | 3         |
| 4    | Michelle Gisin        | 389    | -           | 2         |
| 5    | Federica Brignone     | 372    | -           | 2         |
| 6    | Petra Vlhová          | 342    | 1           | 3         |
| 7    | Lara Gut-Behrami      | 288    | -           | 1         |
| 8    | Alice Robinson        | 278    | 1           | 2         |
| 9    | Meta Hrovat           | 234    | -           | 2         |
| 10   | Katharina Liensberger | 198    | -           | -         |

### Slalom
| Rang | Nom                    | Points | Victoire(s) | Podium(s) |
| ---- | ---------------------- | ------ | ----------- | --------- |
| 1    | Marco Schwarz          | 665    | 2           | 7         |
| 2    | Clément Noël           | 553    | 2           | 5         |
| 3    | Ramon Zenhäusern       | 503    | 1           | 4         |
| 4    | Manuel Feller          | 488    | 2           | 4         |
| 5    | Sebastian Foss Solevåg | 431    | 1           | 2         |
| 6    | Henrik Kristoffersen   | 406    | 2           | 2         |
| 7    | Alexis Pinturault      | 364    | -           | 3         |
| 8    | Linus Straßer          | 347    | 1           | 2         |
| 9    | Loïc Meillard          | 327    | -           | -         |
| 10   | Victor Muffat-Jeandet  | 310    | -           | 1         |

| Rang | Nom                   | Points | Victoire(s) | Podium(s) |
| ---- | --------------------- | ------ | ----------- | --------- |
| 1    | Katharina Liensberger | 690    | 2           | 8         |
| 2    | Mikaela Shiffrin      | 655    | 2           | 7         |
| 3    | Petra Vlhová          | 652    | 4           | 5         |
| 4    | Michelle Gisin        | 491    | 1           | 4         |
| 5    | Wendy Holdener        | 415    | -           | 3         |
| 6    | Lena Dürr             | 235    | -           | -         |
| 7    | Kristin Lysdahl       | 227    | -           | -         |
| 8    | Laurence St. Germain  | 224    | -           | -         |
| 9    | Chiara Mair           | 193    | -           | -         |
| 10   | Martina Dubovska      | 188    | -           | -         |

### Parallèle
| Rang | Nom                  | Points | Victoire(s) | Podium(s) |
| ---- | -------------------- | ------ | ----------- | --------- |
| 1    | Alexis Pinturault    | 100    | 1           | 1         |
| 2    | Henrik Kristoffersen | 80     | -           | 1         |
| 3    | Alexander Schmid     | 60     | -           | 1         |
| 4    | Adrian Pertl         | 50     | -           | -         |
| 5    | Semyel Bissig        | 45     | -           | -         |
| 6    | Gino Caviezel        | 40     | -           | -         |
| 7    | Stefan Luitz         | 36     | -           | -         |
| 8    | Christian Hirschbühl | 32     | -           | -         |
| 9    | Dominik Raschner     | 29     | -           | -         |
| 10   | Filip Zubčić         | 26     | -           | -         |
| -    | Mathieu Faivre       | 26     | -           | -         |

| Rang | Nom                     | Points | Victoire(s) | Podium(s) |
| ---- | ----------------------- | ------ | ----------- | --------- |
| 1    | Petra Vlhová            | 100    | 1           | 1         |
| 3    | Paula Moltzan           | 80     | -           | 1         |
| 3    | Lara Gut-Behrami        | 60     | -           | 1         |
| 4    | Sara Hector             | 50     | -           | -         |
| 5    | Marta Bassino           | 45     | -           | -         |
| 6    | Thea Louise Stjernesund | 40     | -           | -         |
| 7    | Federica Brignone       | 36     | -           | -         |
| 8    | Elisa Mörzinger         | 32     | -           | -         |
| 9    | Maryna Gąsienica-Daniel | 29     | -           | -         |
| 10   | Adriana Jelinkova       | 26     | -           | -         |

## Coupe des nations
| Rang | Nation   | Points | Victoire(s) | Podium(s) |
| ---- | -------- | ------ | ----------- | --------- |
| 1    | Suisse   | 10087  | 15          | 53        |
| 2    | Autriche | 9211   | 10          | 40        |
| 3    | Italie   | 5735   | 10          | 20        |
| 4    | France   | 4991   | 9           | 23        |
| 5    | Norvège  | 4591   | 6           | 13        |

| Rang | Nation   | Points | Victoire(s) | Podium(s) |
| ---- | -------- | ------ | ----------- | --------- |
| 1    | Suisse   | 5329   | 7           | 27        |
| 2    | Autriche | 5258   | 8           | 28        |
| 3    | France   | 4141   | 8           | 20        |
| 4    | Norvège  | 3068   | 6           | 12        |
| 5    | Italie   | 1936   | 1           | 3         |

| Rang | Nation     | Points | Victoire(s) | Podium(s) |
| ---- | ---------- | ------ | ----------- | --------- |
| 1    | Suisse     | 4758   | 8           | 26        |
| 2    | Autriche   | 3953   | 2           | 12        |
| 3    | Italie     | 3799   | 9           | 17        |
| 4    | États-Unis | 2154   | 3           | 15        |
| 5    | Norvège    | 1523   | -           | 1         |

## Calendrier et résultats

### Messieurs
| N°                                                             | Lieu                       | Date             | Épreuve            | Vainqueur | Deuxième | Troisième |
| -------------------------------------------------------------- | -------------------------- | ---------------- | ------------------ | --- | --- | --- |
| 1                                                              | Sölden                     | 18 octobre 2020  | Géant              | Lucas Braathen | Marco Odermatt | Gino Caviezel |
| 2                                                              | Zürs                       | 27 novembre 2020 | Parallèle          | Alexis Pinturault | Henrik Kristoffersen | Alexander Schmid |
| 3                                                              | Santa Caterina di Valfurva | 5 décembre 2020  | Géant              | Filip Zubčić | Žan Kranjec | Marco Odermatt |
| 4                                                              | Santa Caterina di Valfurva | 7 décembre 2020  | Géant              | Marco Odermatt | Tommy Ford | Filip Zubčić |
| 5                                                              | Val d'Isère                | 12 décembre 2020 | Super-G            | Mauro Caviezel | Adrian S. Sejersted | Christian Walder |
| 6                                                              | Val d'Isère                | 13 décembre 2020 | Descente           | Martin Čater | Otmar Striedinger | Urs Kryenbühl |
| 7                                                              | Val Gardena                | 18 décembre 2020 | Super-G            | Aleksander Aamodt Kilde | Mauro Caviezel | Kjetil Jansrud |
| 8                                                              | Val Gardena                | 19 décembre 2020 | Descente           | Aleksander Aamodt Kilde | Ryan Cochran-Siegle | Beat Feuz |
| 9                                                              | Alta Badia                 | 20 décembre 2020 | Géant              | Alexis Pinturault | Atle Lie McGrath | Justin Murisier |
| 10                                                             | Alta Badia                 | 21 décembre 2020 | Slalom             | Ramon Zenhäusern | Manuel Feller | Marco Schwarz |
| 11                                                             | Madonna                    | 22 décembre 2020 | Slalom             | Henrik Kristoffersen | Sebastian Foss Solevåg | Alex Vinatzer |
| 12                                                             | Bormio                     | 29 décembre 2020 | Super-G            | Ryan Cochran-Siegle | Vincent Kriechmayr | Adrian Smiseth Sejersted |
| 13                                                             | Bormio                     | 30 décembre 2020 | Descente           | Matthias Mayer | Vincent Kriechmayr | Urs Kryenbühl |
| 14                                                             | Zagreb                     | 6 janvier 2021   | Slalom             | Linus Strasser | Manuel Feller | Marco Schwarz |
| 15                                                             | Adelboden                  | 8 janvier 2021   | Géant              | Alexis Pinturault | Filip Zubčić | Marco Odermatt |
| 16                                                             | Adelboden                  | 9 janvier 2021   | Géant              | Alexis Pinturault | Filip Zubčić | Loïc Meillard |
| 17                                                             | Adelboden                  | 10 janvier 2021  | Slalom             | Marco Schwarz | Linus Strasser | Dave Ryding |
| -                                                              | Wengen                     | 15 janvier 2021  | Descente           | Épreuves annulées à cause d'une augmentation du nombre des infections au coronavirus dans la station dans les jours précédant les épreuves. Une des descentes est reprise à Kitzbühel le 22 janvier, l'autre est reprise à Saalbach-Hinterglemm le 6 mars. Le slalom est remplacé à Flachau le 16 janvier après une reprise initialement prévue à Kitzbühel. | Épreuves annulées à cause d'une augmentation du nombre des infections au coronavirus dans la station dans les jours précédant les épreuves. Une des descentes est reprise à Kitzbühel le 22 janvier, l'autre est reprise à Saalbach-Hinterglemm le 6 mars. Le slalom est remplacé à Flachau le 16 janvier après une reprise initialement prévue à Kitzbühel. | Épreuves annulées à cause d'une augmentation du nombre des infections au coronavirus dans la station dans les jours précédant les épreuves. Une des descentes est reprise à Kitzbühel le 22 janvier, l'autre est reprise à Saalbach-Hinterglemm le 6 mars. Le slalom est remplacé à Flachau le 16 janvier après une reprise initialement prévue à Kitzbühel. |
| -                                                              | Wengen                     | 16 janvier 2021  | Descente           | Épreuves annulées à cause d'une augmentation du nombre des infections au coronavirus dans la station dans les jours précédant les épreuves. Une des descentes est reprise à Kitzbühel le 22 janvier, l'autre est reprise à Saalbach-Hinterglemm le 6 mars. Le slalom est remplacé à Flachau le 16 janvier après une reprise initialement prévue à Kitzbühel. | Épreuves annulées à cause d'une augmentation du nombre des infections au coronavirus dans la station dans les jours précédant les épreuves. Une des descentes est reprise à Kitzbühel le 22 janvier, l'autre est reprise à Saalbach-Hinterglemm le 6 mars. Le slalom est remplacé à Flachau le 16 janvier après une reprise initialement prévue à Kitzbühel. | Épreuves annulées à cause d'une augmentation du nombre des infections au coronavirus dans la station dans les jours précédant les épreuves. Une des descentes est reprise à Kitzbühel le 22 janvier, l'autre est reprise à Saalbach-Hinterglemm le 6 mars. Le slalom est remplacé à Flachau le 16 janvier après une reprise initialement prévue à Kitzbühel. |
| -                                                              | Wengen                     | 17 janvier 2021  | Slalom             | Épreuves annulées à cause d'une augmentation du nombre des infections au coronavirus dans la station dans les jours précédant les épreuves. Une des descentes est reprise à Kitzbühel le 22 janvier, l'autre est reprise à Saalbach-Hinterglemm le 6 mars. Le slalom est remplacé à Flachau le 16 janvier après une reprise initialement prévue à Kitzbühel. | Épreuves annulées à cause d'une augmentation du nombre des infections au coronavirus dans la station dans les jours précédant les épreuves. Une des descentes est reprise à Kitzbühel le 22 janvier, l'autre est reprise à Saalbach-Hinterglemm le 6 mars. Le slalom est remplacé à Flachau le 16 janvier après une reprise initialement prévue à Kitzbühel. | Épreuves annulées à cause d'une augmentation du nombre des infections au coronavirus dans la station dans les jours précédant les épreuves. Une des descentes est reprise à Kitzbühel le 22 janvier, l'autre est reprise à Saalbach-Hinterglemm le 6 mars. Le slalom est remplacé à Flachau le 16 janvier après une reprise initialement prévue à Kitzbühel. |
| 18                                                             | Flachau                    | 16 janvier 2021  | Slalom             | Manuel Feller | Clément Noël | Marco Schwarz |
| 19                                                             | Flachau                    | 17 janvier 2021  | Slalom             | Sebastian Foss Solevåg | Marco Schwarz | Alexis Pinturault |
| 20                                                             | Kitzbühel                  | 22 janvier 2021  | Descente           | Beat Feuz | Matthias Mayer | Dominik Paris |
| 21                                                             | 24 janvier 2021            | Descente         | Beat Feuz          | Johan Clarey | Matthias Mayer | |
| 22                                                             | 25 janvier 2021            | Super-G          | Vincent Kriechmayr | Marco Odermatt | Matthias Mayer | |
| 23                                                             | Schladming                 | 26 janvier 2021  | Slalom             | Marco Schwarz | Clément Noël | Alexis Pinturault |
| 24                                                             | Chamonix                   | 30 janvier 2021  | Slalom             | Clément Noël | Ramon Zenhäusern | Marco Schwarz |
| 25                                                             | Chamonix                   | 31 janvier 2021  | Slalom             | Henrik Kristoffersen | Ramon Zenhäusern | Sandro Simonet |
| 26                                                             | Garmisch-Partenkirchen     | 5 février 2021   | Descente           | Dominik Paris | Beat Feuz | Matthias Mayer |
| 27                                                             | Garmisch-Partenkirchen     | 6 février 2021   | Super-G            | Vincent Kriechmayr | Matthias Mayer | Marco Odermatt |
| Cortina d'Ampezzo Championnats du monde (8 au 21 février 2021) |                            |                  |                    | | | |
| 28                                                             | Bansko                     | 27 février 2021  | Géant              | Filip Zubčić | Mathieu Faivre | Stefan Brennsteiner |
| 29                                                             | Bansko                     | 28 février 2021  | Géant              | Mathieu Faivre | Marco Odermatt | Alexis Pinturault |
| -                                                              | Kvitfjell                  | 6 mars 2021      | Descente           | Épreuves annulées en raison de la fermeture des frontières norvégiennes due à la pandémie de Covid-19. Ces épreuves sont reprises à Saalbach-Hinterglemm du 3 au 7 mars. | Épreuves annulées en raison de la fermeture des frontières norvégiennes due à la pandémie de Covid-19. Ces épreuves sont reprises à Saalbach-Hinterglemm du 3 au 7 mars. | Épreuves annulées en raison de la fermeture des frontières norvégiennes due à la pandémie de Covid-19. Ces épreuves sont reprises à Saalbach-Hinterglemm du 3 au 7 mars. |
| -                                                              | Kvitfjell                  | 7 mars 2021      | Super-G            | Épreuves annulées en raison de la fermeture des frontières norvégiennes due à la pandémie de Covid-19. Ces épreuves sont reprises à Saalbach-Hinterglemm du 3 au 7 mars. | Épreuves annulées en raison de la fermeture des frontières norvégiennes due à la pandémie de Covid-19. Ces épreuves sont reprises à Saalbach-Hinterglemm du 3 au 7 mars. | Épreuves annulées en raison de la fermeture des frontières norvégiennes due à la pandémie de Covid-19. Ces épreuves sont reprises à Saalbach-Hinterglemm du 3 au 7 mars. |
| -                                                              | Saalbach-Hinterglemm       | 5 mars 2021      | Descente           | Épreuve annulée après le passage de 9 coureurs, en raison de la dégradation des conditions météo rendant la course irrégulière. Cette épreuve ne sera pas remplacée. | Épreuve annulée après le passage de 9 coureurs, en raison de la dégradation des conditions météo rendant la course irrégulière. Cette épreuve ne sera pas remplacée. | Épreuve annulée après le passage de 9 coureurs, en raison de la dégradation des conditions météo rendant la course irrégulière. Cette épreuve ne sera pas remplacée. |
| 30                                                             | Saalbach-Hinterglemm       | 6 mars 2021      | Descente           | Vincent Kriechmayr | Beat Feuz | Matthias Mayer |
| 31                                                             | Saalbach-Hinterglemm       | 7 mars 2021      | Super-G            | Marco Odermatt | Matthieu Bailet | Vincent Kriechmayr |
| 32                                                             | Kranjska Gora              | 13 mars 2021     | Géant              | Marco Odermatt | Loïc Meillard | Stefan Brennsteiner |
| 33                                                             | Kranjska Gora              | 14 mars 2021     | Slalom             | Clément Noël | Victor Muffat-Jeandet | Ramon Zenhäusern |
| Finales                                                        |                            |                  |                    | | | |
| -                                                              | Lenzerheide                | 17 mars 2021     | Descente           | Épreuve annulées à cause des conditions météorologiques. Ces épreuves ne seront pas remplacées,. | Épreuve annulées à cause des conditions météorologiques. Ces épreuves ne seront pas remplacées,. | Épreuve annulées à cause des conditions météorologiques. Ces épreuves ne seront pas remplacées,. |
| -                                                              | Lenzerheide                | 18 mars 2021     | Super-G            | Épreuve annulées à cause des conditions météorologiques. Ces épreuves ne seront pas remplacées,. | Épreuve annulées à cause des conditions météorologiques. Ces épreuves ne seront pas remplacées,. | Épreuve annulées à cause des conditions météorologiques. Ces épreuves ne seront pas remplacées,. |
| 34                                                             | Lenzerheide                | 20 mars 2021     | Géant              | Alexis Pinturault | Filip Zubčić | Mathieu Faivre |
| 35                                                             | Lenzerheide                | 21 mars 2021     | Slalom             | Manuel Feller | Clément Noël | Alexis Pinturault |

### Dames
| N°                                                             | Lieu                   | Date             | Épreuve   | Vainqueur | Deuxième | Troisième |
| -------------------------------------------------------------- | ---------------------- | ---------------- | --------- | --- | --- | --- |
| 1                                                              | Sölden                 | 17 octobre 2020  | Géant     | Marta Bassino | Federica Brignone | Petra Vlhová |
| 2                                                              | Levi                   | 21 novembre 2020 | Slalom    | Petra Vlhová | Mikaela Shiffrin | Katharina Liensberger |
| 3                                                              | Levi                   | 22 novembre 2020 | Slalom    | Petra Vlhová | Michelle Gisin | Katharina Liensberger |
| 4                                                              | Zürs                   | 26 novembre 2020 | Parallèle | Petra Vlhová | Paula Moltzan | Lara Gut-Behrami |
| -                                                              | Saint-Moritz           | 5 décembre 2020  | Super-G   | Épreuves annulées à cause des conditions météorologiques,. Un des deux super G est reprogrammé à Crans-Montana le 24 janvier, l'autre est initialement déplacé à Val di Fassa, avant d'être reprogrammé à Garmisch-Partenkirchen le 30 janvier. | Épreuves annulées à cause des conditions météorologiques,. Un des deux super G est reprogrammé à Crans-Montana le 24 janvier, l'autre est initialement déplacé à Val di Fassa, avant d'être reprogrammé à Garmisch-Partenkirchen le 30 janvier. | Épreuves annulées à cause des conditions météorologiques,. Un des deux super G est reprogrammé à Crans-Montana le 24 janvier, l'autre est initialement déplacé à Val di Fassa, avant d'être reprogrammé à Garmisch-Partenkirchen le 30 janvier. |
| -                                                              | Saint-Moritz           | 6 décembre 2020  | Super-G   | Épreuves annulées à cause des conditions météorologiques,. Un des deux super G est reprogrammé à Crans-Montana le 24 janvier, l'autre est initialement déplacé à Val di Fassa, avant d'être reprogrammé à Garmisch-Partenkirchen le 30 janvier. | Épreuves annulées à cause des conditions météorologiques,. Un des deux super G est reprogrammé à Crans-Montana le 24 janvier, l'autre est initialement déplacé à Val di Fassa, avant d'être reprogrammé à Garmisch-Partenkirchen le 30 janvier. | Épreuves annulées à cause des conditions météorologiques,. Un des deux super G est reprogrammé à Crans-Montana le 24 janvier, l'autre est initialement déplacé à Val di Fassa, avant d'être reprogrammé à Garmisch-Partenkirchen le 30 janvier. |
| 5                                                              | Courchevel             | 12 décembre 2020 | Géant     | Marta Bassino | Sara Hector | Petra Vlhová |
| 6                                                              | Courchevel             | 14 décembre 2020 | Géant     | Mikaela Shiffrin | Federica Brignone | Tessa Worley |
| 7                                                              | Val-d'Isère            | 18 décembre 2020 | Descente  | Corinne Suter | Sofia Goggia | Breezy Johnson |
| 8                                                              | Val-d'Isère            | 19 décembre 2020 | Descente  | Sofia Goggia | Corinne Suter | Breezy Johnson |
| 9                                                              | Val-d'Isère            | 20 décembre 2020 | Super-G   | Ester Ledecká | Corinne Suter | Federica Brignone |
| -                                                              | Semmering              | 28 décembre 2020 | Géant     | Épreuve annulée à cause des conditions météorologiques | Épreuve annulée à cause des conditions météorologiques | Épreuve annulée à cause des conditions météorologiques |
| 10                                                             | Semmering              | 29 décembre 2020 | Slalom    | Michelle Gisin | Katharina Liensberger | Mikaela Shiffrin |
| 11                                                             | Zagreb                 | 3 janvier 2021   | Slalom    | Petra Vlhová | Katharina Liensberger | Michelle Gisin |
| 12                                                             | Sankt Anton am Arlberg | 9 janvier 2021   | Descente  | Sofia Goggia | Tamara Tippler | Breezy Johnson |
| 13                                                             | Sankt Anton am Arlberg | 10 janvier 2021  | Super-G   | Lara Gut-Behrami | Marta Bassino | Corinne Suter |
| 14                                                             | Flachau                | 12 janvier 2021  | Slalom    | Mikaela Shiffrin | Katharina Liensberger | Wendy Holdener |
| -                                                              | Maribor                | 16 janvier 2021  | Géant     | Épreuves annulées faute de neige, les deux géants sont repris aux mêmes dates à Kranjska Gora. | Épreuves annulées faute de neige, les deux géants sont repris aux mêmes dates à Kranjska Gora. | Épreuves annulées faute de neige, les deux géants sont repris aux mêmes dates à Kranjska Gora. |
| -                                                              | Maribor                | 17 janvier 2021  | Géant     | Épreuves annulées faute de neige, les deux géants sont repris aux mêmes dates à Kranjska Gora. | Épreuves annulées faute de neige, les deux géants sont repris aux mêmes dates à Kranjska Gora. | Épreuves annulées faute de neige, les deux géants sont repris aux mêmes dates à Kranjska Gora. |
| 15                                                             | Kranjska Gora          | 16 janvier 2021  | Géant     | Marta Bassino | Tessa Worley | Michelle Gisin |
| 16                                                             | Kranjska Gora          | 17 janvier 2021  | Géant     | Marta Bassino | Michelle Gisin | Meta Hrovat |
| 17                                                             | Crans-Montana          | 22 janvier 2021  | Descente  | Sofia Goggia | Ester Ledecká | Breezy Johnson |
| 18                                                             | Crans-Montana          | 23 janvier 2021  | Descente  | Sofia Goggia | Lara Gut-Behrami | Elena Curtoni |
| 19                                                             | Crans-Montana          | 24 janvier 2021  | Super-G   | Lara Gut-Behrami | Tamara Tippler | Federica Brignone |
| 20                                                             | Kronplatz              | 26 janvier 2021  | Géant     | Tessa Worley | Lara Gut-Behrami | Marta Bassino |
| 21                                                             | Garmisch-Partenkirchen | 30 janvier 2021  | Super-G   | Lara Gut-Behrami | Kajsa Vickhoff Lie | Marie-Michèle Gagnon |
| 22                                                             | Garmisch-Partenkirchen | 1er février 2021 | Super-G   | Lara Gut-Behrami | Petra Vlhová | Tamara Tippler |
| Cortina d'Ampezzo Championnats du monde (8 au 21 février 2021) |                        |                  |           | | | |
| -                                                              | Yanqing                | 27 février 2021  | Descente  | Épreuves annulées en même temps que toutes les compétitions pré-olympiques internationales sur neige prévues de janvier à mars 2021, dans le contexte de la crise sanitaire mondiale et reporté au 27 et 28 février à Val di Fassa.             | Épreuves annulées en même temps que toutes les compétitions pré-olympiques internationales sur neige prévues de janvier à mars 2021, dans le contexte de la crise sanitaire mondiale et reporté au 27 et 28 février à Val di Fassa.             | Épreuves annulées en même temps que toutes les compétitions pré-olympiques internationales sur neige prévues de janvier à mars 2021, dans le contexte de la crise sanitaire mondiale et reporté au 27 et 28 février à Val di Fassa.             |
| -                                                              | Yanqing                | 28 février 2021  | Super-G   | Épreuves annulées en même temps que toutes les compétitions pré-olympiques internationales sur neige prévues de janvier à mars 2021, dans le contexte de la crise sanitaire mondiale et reporté au 27 et 28 février à Val di Fassa.             | Épreuves annulées en même temps que toutes les compétitions pré-olympiques internationales sur neige prévues de janvier à mars 2021, dans le contexte de la crise sanitaire mondiale et reporté au 27 et 28 février à Val di Fassa.             | Épreuves annulées en même temps que toutes les compétitions pré-olympiques internationales sur neige prévues de janvier à mars 2021, dans le contexte de la crise sanitaire mondiale et reporté au 27 et 28 février à Val di Fassa.             |
| 23                                                             | Val di Fassa           | 26 février 2021  | Descente  | Lara Gut-Behrami | Ramona Siebenhofer | Corinne Suter |
| 24                                                             | Val di Fassa           | 27 février 2021  | Descente  | Lara Gut-Behrami | Corinne Suter | Kira Weidle |
| 25                                                             | Val di Fassa           | 28 février 2021  | Super-G   | Federica Brignone | Lara Gut-Behrami | Corinne Suter |
| 26                                                             | Jasná                  | 6 mars 2021      | Slalom    | Mikaela Shiffrin | Petra Vlhová | Wendy Holdener |
| 27                                                             | Jasná                  | 7 mars 2021      | Géant     | Petra Vlhová | Alice Robinson | Mikaela Shiffrin |
| 28                                                             | Åre                    | 12 mars 2021     | Slalom    | Petra Vlhová | Katharina Liensberger | Mikaela Shiffrin |
| 29                                                             | Åre                    | 13 mars 2021     | Slalom    | Katharina Liensberger | Mikaela Shiffrin | Wendy Holdener |
| Finales                                                        |                        |                  |           | | | |
| -                                                              | Lenzerheide            | 17 mars 2021     | Descente  | Épreuves annulées à cause des conditions météorologiques. Ces épreuves ne seront pas remplacées,. | Épreuves annulées à cause des conditions météorologiques. Ces épreuves ne seront pas remplacées,. | Épreuves annulées à cause des conditions météorologiques. Ces épreuves ne seront pas remplacées,. |
| -                                                              | Lenzerheide            | 18 mars 2021     | Super-G   | Épreuves annulées à cause des conditions météorologiques. Ces épreuves ne seront pas remplacées,. | Épreuves annulées à cause des conditions météorologiques. Ces épreuves ne seront pas remplacées,. | Épreuves annulées à cause des conditions météorologiques. Ces épreuves ne seront pas remplacées,. |
| 30                                                             | Lenzerheide            | 20 mars 2021     | Slalom    | Katharina Liensberger | Mikaela Shiffrin | Michelle Gisin |
| 31                                                             | Lenzerheide            | 21 mars 2021     | Géant     | Alice Robinson | Mikaela Shiffrin | Meta Hrovat |

### Mixte
| N° | Lieu        | Date         | Épreuve    | Vainqueur | Deuxième  | Troisième |
| -- | ----------- | ------------ | ---------- | --------- | --------- | --------- |
| —  | Lenzerheide | 19 mars 2021 | Team Event | Norvège   | Allemagne | Autriche  |